# ورزشگاه دنیلو مارتلی
 ورزشگاه دنیلو مارتلی  (به ایتالیایی: Stadio Danilo Martelli) ورزشگاهی در شهر منتووا در کشور ایتالیا است.
بازی‌های خانگی باشگاه فوتبال مانتووا در این ورزشگاه برگزار می‌شود.